# Visagens e Assombrações de Belém
Visagens e Assombrações de Belém é um livro escrito por Walcyr Monteiro em que reúne uma compilação de contos fantásticos e de histórias sobrenaturais e de visagens (fantasmas) que povoam o imaginário amazônico e especialmente da região metropolitana de Belém, capital do estado do Pará, no Brasil. O livro conta com histórias sobre "a Moça do Táxi", "A porca do Reduto" e "o Lobisomem da Pedreira", entre outros.
O livro Visagens e Assombrações de Belém foi originalmente publicado em 1988, pela editora Falângula, e contou com o apoio do então secretário de Cultura, Esporte e Turismo, Acyr Castro. A mesma obra veio a ter mais edições ao longo dos anos, contando com um registro de edição feita pela editora Paka-Tatu, e que encontra-se esgotada desde então, e uma quinta edição feita pela Smith Editora em 2007, e uma nova tiragem em 2022. A editora Paka-Tatu também conta com outras obras literárias escritas por Walcyr Monteiro ao longo de sua carreira.
O fascínio de Walcyr Monteiro pelas histórias orais e narrativas dos populares sobre o folclore e lendas o inspirou a escrever, e a publicar sua primeira história inspirada no tema, "Matinta Pereira do Acampamento”, no extinto jornal A Folha do Norte, em maio de 1972. Anos mais tarde, ele continuou o trabalho de pesquisa sobre o folclore paraense, e reuniu um compilado de histórias sobre mitos e lendas urbanas da capital paraense que deu origem ao livro Visagens e Assombrações de Belém.
Visagens e Assombrações de Belém continua sendo a principal obra de maior impacto comercial e cultural de Walcyr Monteiro, que veio a falecer em 2019. O livro é uma referência do folclorismo, e também é um grande sucesso comercial.

## Impacto cultural
A cidade de Belém é conhecida por suas lendas amazônicas, e o livro Visagens e Assombrações de Belém, escrito por Walcyr Monteiro, reúne uma grande quantidade dessas histórias sobrenaturais. A obra conta com histórias populares da cultura oral paraense, e foi originalmente publicada em 1988, e reeditada pela editora Smith em 2007. Esses textos foram resultado de um trabalho de pesquisa da cultural popular e crenças sobre assombrações, lendas e mitos da cultura amazônica, ambientados especialmente no Pará.
O livro é dividido em cinco partes, cada uma explorando diferentes aspectos relacionados a visagens e assombrações. A primeira parte consiste em uma coletânea de contos envolvendo esses temas misteriosos. A segunda parte aborda o intrigante Culto das Almas. Enquanto a terceira oferece uma síntese histórica da área de pesquisa sobre folclore. Na quarta parte, há uma análise e interpretação dos fenômenos. Finalizando na quinta parte com as conclusões do autor sobre o tema. Dentre as histórias mais intrigantes retratadas neste livro, encontramos relatos como "A Porca do Reduto", "A Matinta Perera do Acampamento", "A Mãe d'Água do Igarapé de São Joaquim", "As ilhas encantadas do Marajó", "Fantasma erótico da Soledade", "A moça sem face", "A ponte do Igarapé das Almas", "A Moça do Táxi", "Aposta Macabra" e "O Carro Assombrado". Cada uma dessas narrativas proporciona uma visão fascinante sobre o sobrenatural e oferece uma imersão única no universo das lendas e aparições inexplicáveis.
Uma das lendas mais populares e profundamente enraizadas no folclore urbano de Belém, e que faz parte do livro é a lenda da Moça do táxi. Essa história misteriosa envolve a figura enigmática de uma jovem mulher que percorre as ruas da cidade em busca de uma viagem de táxi que a leve até sua casa ou ao cemitério. Ao chegar ao destino desejado, o motorista é instruído a cobrar o valor da viagem ao pai da moça. No entanto, para surpresa do motorista, ele descobre que a jovem em questão já faleceu há algum tempo. Outra lenda urbana de destaque é a do Igarapé das Almas, também uma das mais populares da região. Conta-se a história de que nessa localidade há aparições de fantasmas de pessoas que lutaram durante a revolução da Cabanagem. Esses espíritos assombram o igarapé, deixando uma atmosfera de mistério e encantamento no ar. A lenda do Igarapé das Almas faz parte do imaginário coletivo, transmitindo-se de boca em boca, e mantendo viva a memória histórica e as crenças populares da região central de Belém.
Além disso, o seu livro Visagens e Assombrações de Belém já foi utilizado como base ou inspiração para produção e roteirização de diversas obras audiovisuais, como o longa-metragem Lendas Amazônicas (1998), e o curta-metragem Visagem (2006), do diretor paraense Roger Elarrat.